# Соча
Соча (рум. Socea) — село у повіті Нямц в Румунії. Входить до складу комуни Редіу.
Село розташоване на відстані 258 км на північ від Бухареста, 25 км на південний схід від П'ятра-Нямца, 90 км на південний захід від Ясс, 141 км на північний схід від Брашова.

## Населення
За даними перепису населення 2002 року у селі проживали 820 осіб, усі — румуни. Усі жителі села рідною мовою назвали румунську.